# Lista de unidades federativas do Brasil por população indígena
Esta é a lista de unidades federativas do Brasil por população indígena, de acordo com o Instituto Brasileiro de Geografia e Estatística (IBGE), segundo dados do Censo 1991 a população indígena no Brasil somava 306.2 mil pessoas, cerca de 0,2% da população, em 2000 eram 734.1 mil, 0,43% da população, em 2010 o Censo 2010 registrava 817.9 mil da população autodeclarada indígena, aproximadamente a 0,44% da população total do país.

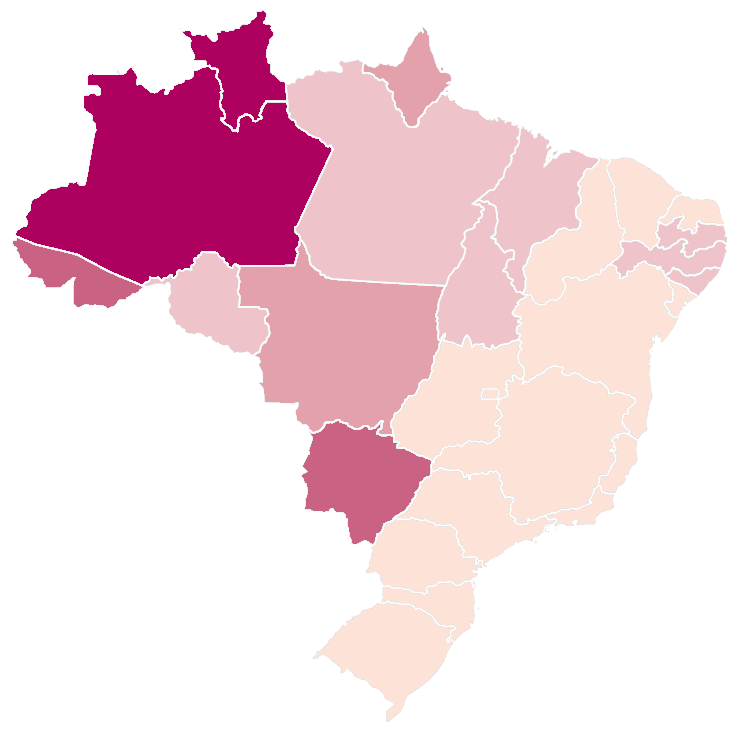
Proporção da população Indígena nos estados Brasileiros, de acordo com o IBGE.
> 3%
2% – 3%
1% – 2%
0,5% – 1%
< 0,5%

Passados mais de uma década, informações preliminares do Censo Demográfico 2022 contou 1.693.876 indígenas na população brasileira, aproximadamente 0,83% da população.

## População indígena por unidades federativas
Classificação das unidades federativas do Brasil pelo total absoluto da população, total autodeclarados indígenas e percentual total da população do país: 
| Unidade Federativa  | Total absoluto | Autodeclarados indígenas em relação à população (%) | Total da população indígena do país (%) |
| ------------------- | -------------- | --------------------------------------------------- | --------------------------------------- |
| Amazonas            | 490 854        | 12,45                                               | 28,98                                   |
| Bahia               | 229 103        | 1,62                                                | 13,53                                   |
| Mato Grosso do Sul  | 116 346        | 4,22                                                | 6,87                                    |
| Pernambuco          | 106 634        | 1,18                                                | 6,30                                    |
| Roraima             | 97 320         | 15,29                                               | 5,75                                    |
| Pará                | 80 974         | 1,00                                                | 4,78                                    |
| Mato Grosso         | 58 231         | 1,59                                                | 3,44                                    |
| Maranhão            | 57 214         | 0,84                                                | 3,38                                    |
| Ceará               | 56 353         | 0,64                                                | 3,33                                    |
| São Paulo           | 55 295         | 0,12                                                | 3,27                                    |
| Minas Gerais        | 36 699         | 0,18                                                | 2,17                                    |
| Rio Grande do Sul   | 36 096         | 0,33                                                | 2,13                                    |
| Acre                | 31 699         | 3,82                                                | 1,87                                    |
| Paraná              | 30 460         | 0,27                                                | 1,80                                    |
| Paraíba             | 30 140         | 0,76                                                | 1,78                                    |
| Alagoas             | 25 725         | 0,82                                                | 1,52                                    |
| Santa Catarina      | 21 541         | 0,28                                                | 1,27                                    |
| Rondônia            | 21 153         | 1,34                                                | 1,25                                    |
| Tocantins           | 20 023         | 1,32                                                | 1,18                                    |
| Goiás               | 19 522         | 0,28                                                | 1,15                                    |
| Rio de Janeiro      | 16 964         | 0,11                                                | 1,00                                    |
| Espírito Santo      | 14 411         | 0,38                                                | 0,85                                    |
| Rio Grande do Norte | 11 725         | 0,36                                                | 0,69                                    |
| Amapá               | 11 334         | 1,55                                                | 0,67                                    |
| Piauí               | 7 198          | 0,22                                                | 0,43                                    |
| Distrito Federal    | 5 813          | 0,21                                                | 0,34                                    |
| Sergipe             | 4 708          | 0,21                                                | 0,28                                    |
| Brasil              | 1 693 535      | 0,83                                                | 100                                     |